# Primarias del Partido Republicano de 2012 en Carolina del Norte
Las Primarias del Partido Republicano de 2012 en Carolina del Norte se hicieron el 8 de mayo de 2012. Las Primarias del Partido Republicano fueron unas Primarias, con 55 delegados para elegir al candidato del partido Republicano para las elecciones presidenciales de Estados Unidos de 2012.  En el estado de Carolina del Norte estaban en disputa 55 delegados.

## Elecciones

### Resultados
| Primarias Republicanas de Carolina del Norte de 2012 | Primarias Republicanas de Carolina del Norte de 2012 | Primarias Republicanas de Carolina del Norte de 2012 | Primarias Republicanas de Carolina del Norte de 2012 |
| Candidato                                            | Votos                                                | Porcentaje                                           | Delegados                                            |
| ---------------------------------------------------- | ---------------------------------------------------- | ---------------------------------------------------- | ---------------------------------------------------- |
| Mitt Romney                                          | 638,601                                              | 65.62%                                               | 36                                                   |
| Ron Paul                                             | 108,217                                              | 11.12%                                               | 6                                                    |
| Rick Santorum (retirado)                             | 101,093                                              | 10.39%                                               | 6                                                    |
| Newt Gingrich                                        | 74,367                                               | 7.64%                                                | 4                                                    |
| Delegados no proyectados:                            | Delegados no proyectados:                            | Delegados no proyectados:                            | 3                                                    |
| Total:                                               | 973,206                                              | 100%                                                 | 55                                                   |